# Сундбом, Мария
Мария Сундбом (швед. Maria Sundbom; род. 19 мая 1975 года, Уппсала) — шведская актриса театра, кино и телевидения.

## Биография
Мария Сундбом родилась 19 мая 1975 года в Уппсале. С 1997 по 2001 год училась в театральной школе Мальмё. После её окончания начала играть в различных театрах. Участвовала в постановках «Анна Каренина» (2010) и «Фанни и Александр» (2012) Упсальского городского театра, «Падение времени» (2016) Королевского драматического театра, «Лига чемпионов» (2017) городского театра культуры Стокгольма и других.
Дебютировала на телевидении в 2005 году. Снималась в сериалах «Детективное агентство „Лассе и Майя“», «Валландер», «Мост» и других. Наибольшую известность ей принесла роль в фильме «Девочка, мама и демоны» 2016 года, за которую она получила премию «Золотой жук».

## Фильмография
| Год  |     | Русское название                     | Оригинальное название          | Роль              |
| ---- | --- | ------------------------------------ | ------------------------------ | ----------------- |
| 2005 | с   |                                      | Lasermannen                    | жена Сэма Редмана |
| 2006 | с   | Детективное агентство «Лассе и Майя» | LasseMajas detektivbyrå        | Гунборг           |
| 2007 | ф   | Солнечная буря                       | Solstorm                       | Санна Страндгард  |
| 2009 | кор |                                      | Maskeraden                     | Стина             |
| 2010 | с   | Валландер                            | Wallander                      | Аннетт            |
| 2011 | с   | Мост                                 | Bron                           | Соня Линдберг     |
| 2012 | с   |                                      | Sam tar över                   | Горел             |
| 2013 | с   |                                      | Barna Hedenhös uppfinner julen | няня              |
| 2015 | с   |                                      | Arne Dahl: Mörkertal           | Тереза            |
| 2016 | ф   | Девочка, мама и демоны               | Flickan, mamman och demonerna  | Сири              |
| 2016 | с   | Война фрёкен Фриман                  | Fröken Frimans krig            | Герда Стрид       |
| 2017 | ф   |                                      | Exfrun                         | Вера              |

## Награды и номинации
| Год  | Награда     | Категория      | Работа                 | Результат |
| ---- | ----------- | -------------- | ---------------------- | --------- |
| 2017 | Золотой жук | Лучшая актриса | Девочка, мама и демоны | Победа    |